# Römisches Italien

Italia im Römischen Reich (117 n. Chr.)

Italia, auch römisches Italien, war das Kernland des Römischen Reiches. Die Konsolidierung Italiens zu einer Einheit erfolgte während der römischen Expansion auf der Apenninhalbinsel, als der Stadtstaat Rom mit den meisten lokalen Stämmen und Städten einen dauerhaften Verbund einging und das latinische Bürgerrecht an seine Bundesgenossen vergab. Die Stärke des italischen Bündnisses war ein entscheidender Faktor für den Aufstieg Roms, beginnend mit den punischen und makedonischen Kriegen zwischen dem 3. und 2. Jahrhundert vor Christus. Die Zeit zwischen dem Ende des 2. Jahrhunderts v. Chr. und dem 1. Jahrhundert v. Chr. war turbulent und begann mit Sklavenaufständen. Nach dem Bundesgenossenkrieg wurde das römische Bürgerrecht am Ende des Konflikts auch den übrigen Italienern zuerkannt und dann auf Gallia cisalpina (das heutige Oberitalien) ausgedehnt, als Julius Caesar römischer Diktator wurde. Im Rahmen des Übergangs von der Republik zum Kaiserreich schwor Italien Octavian (Augustus) die Treue und war anschließend in elf Regionen von den Alpen bis zum Ionischen Meer gegliedert. Es folgten mehr als zwei Jahrhunderte der Stabilität. Während im gesamten Mittelmeerraum römische Provinzen errichtet wurden, behielt Italien einen Sonderstatus, der es zur domina provinciarum („Herrscherin der Provinzen“) und – vor allem in den ersten Jahrhunderten der kaiserlichen Stabilität – zur rectrix mundi („Herrscherin der Welt“) und omnium terrarum parens („Mutter aller Länder“) machte. Die Einwohner Italiens besaßen das römische Bürgerrecht sowie religiöse und finanzielle Privilegien. Als Kernland des Reiches profitierte Italien von den Tributzahlungen aus den Provinzen und genoss einen hohen Wohlstand. Es verfügte dementsprechend auch über ein besonders dichtes Netz an Städten und römischen Straßen sowie vergleichbarer Infrastruktur.
Die Reichskrise des 3. Jahrhunderts traf Italien besonders hart, aber das Römische Reich konnte überleben und abtrünnige Regionen zurückerobern. 286 n. Chr. verlegte Kaiser Diokletian die kaiserliche Residenz für die westlichen Provinzen (das spätere Weströmische Reich) von Rom nach Mediolanum (heutiges Mailand). In der Zwischenzeit wurden die Inseln Korsika, Sardinien, Sizilien und Malta 292 n. Chr. von Diokletian zu Italien hinzugefügt und italienische Städte wie Mediolanum und Ravenna blieben wichtige politische Zentren. Der Bischof von Rom hatte seit der Herrschaft Konstantins allmählich an Bedeutung gewonnen und erhielt mit dem Edikt von Thessaloniki unter Theodosius I. das religiöse Primat. Italien wurde schließlich im 5. Jahrhundert mehrmals von den wandernden germanischen Völkern überfallen und fiel unter die Kontrolle von Odoaker, als Romulus Augustus 476 n. Chr. abgesetzt wurde. Nach einer kurzen Periode, in der das Byzantinische Reich Italien zurückeroberte, gab es in Italien keine einheitliche Autorität mehr. Erst im 19. Jahrhundert konnte mit dem Risorgimento die italienische Halbinsel wieder unter einer politischen Autorität vereinigt werden.

## Geschichte
Italia umfasste ein Gebiet, dessen Grenzen sich im Laufe der Zeit veränderten. Nach Strabons Geographica wurde der Name vor der Ausdehnung der Römischen Republik von den Griechen für das Land zwischen der Meerenge von Messina und der Verbindungslinie zwischen dem Golf von Salerno und dem Golf von Tarent verwendet (was in etwa der heutigen Region Kalabrien entspricht); später wurde der Begriff von den Römern auf die italienische Halbinsel bis zum Rubikon, einem Fluss zwischen Nord- und Mittelitalien, ausgedehnt. Nach dem Ende des Bundesgenossenkriegs im Jahr 87 v. Chr. hatte Rom seinen italischen Verbündeten volle Rechte in der römischen Gesellschaft zugestanden und allen italischen Völkern das römische Bürgerrecht gewährt. Vom Kernland Italien aus startete Rom seine imperiale Expansion.
Im Jahr 49 v. Chr. verlieh Julius Caesar mit der Lex Roscia den Bewohnern von Gallia cisalpina das römische Bürgerrecht, während 42 v. Chr. die bis dahin bestehende Provinz Gallia cisalpina abgeschafft wurde, wodurch Italien nach Norden bis zum Südfuß der Alpen ausgedehnt wurde. Unter Augustus wurden die Völker des heutigen Aostatals und der westlichen und nördlichen Alpen unterworfen (so wurde die Westgrenze des römischen Italiens an den Fluss Varus verlegt), und die Ostgrenze Italiens wurde an die Arsia in Istrien verlegt. Im späten 3. Jahrhundert schließlich umfasste Italien auch die Inseln Sizilien, Korsika und Sardinien sowie Rätien und einen Teil Pannoniens. Die Stadt Emona (das heutige Ljubljana in Slowenien) war die östlichste Stadt des römischen Italiens im Norden.

### Augusteische Organisation

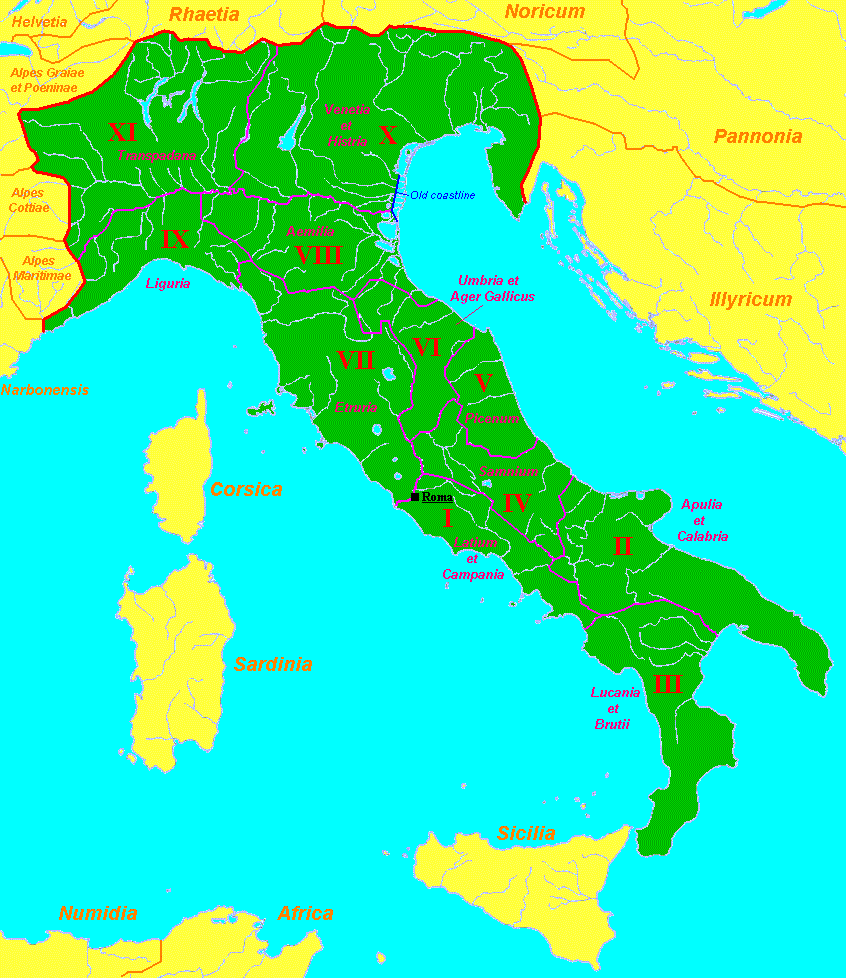
Elf Regionen Italiens unter Augustus

Zu Beginn der römischen Kaiserzeit war Italien eine Ansammlung von Territorien mit unterschiedlichem politischen Status. Einige Städte, municipia genannt, waren in gewisser Weise von Rom unabhängig, während andere, die coloniae, von den Römern selbst gegründet wurden. Um 7 v. Chr. teilte Kaiser Augustus Italien in elf Regionen (regiones) auf, wie Plinius der Ältere in seiner Naturalis Historia berichtete:
- Regio I: Latium et Campania
- Regio II: Apulia et Calabria (auch Apulia et Hirpini; heutiges Nord- und Mittelapulien, Salento)
- Regio III: Bruttium et Lucania (etwa das moderne Kalabrien und Basilikata)
- Regio IV: Samnium (zentrales Mittelitalien, etwa das moderne Abruzzo und Molise; umfasste das Gebiet der Pentri)
- Regio V: Picenum (mittlere Adriaküste)
- Regio VI: Umbria (einschließlich des ager Gallicus an der Adriaküste)
- Regio VII: Etruria
- Regio VIII: Aemilia
- Regio IX: Liguria
- Regio X: Venetia et Histria
- Regio XI: Transpadana (Lombardei und nördliches Piemont)

Die unter Augustus eingerichteten elf regiones trugen überwiegend die Namen historischer Landschaften und Völker. Sie bekamen erst ab dem 2. Jahrhundert eine gewisse administrative Rolle.

### Reorganisationen unter Diokletian und Konstantin

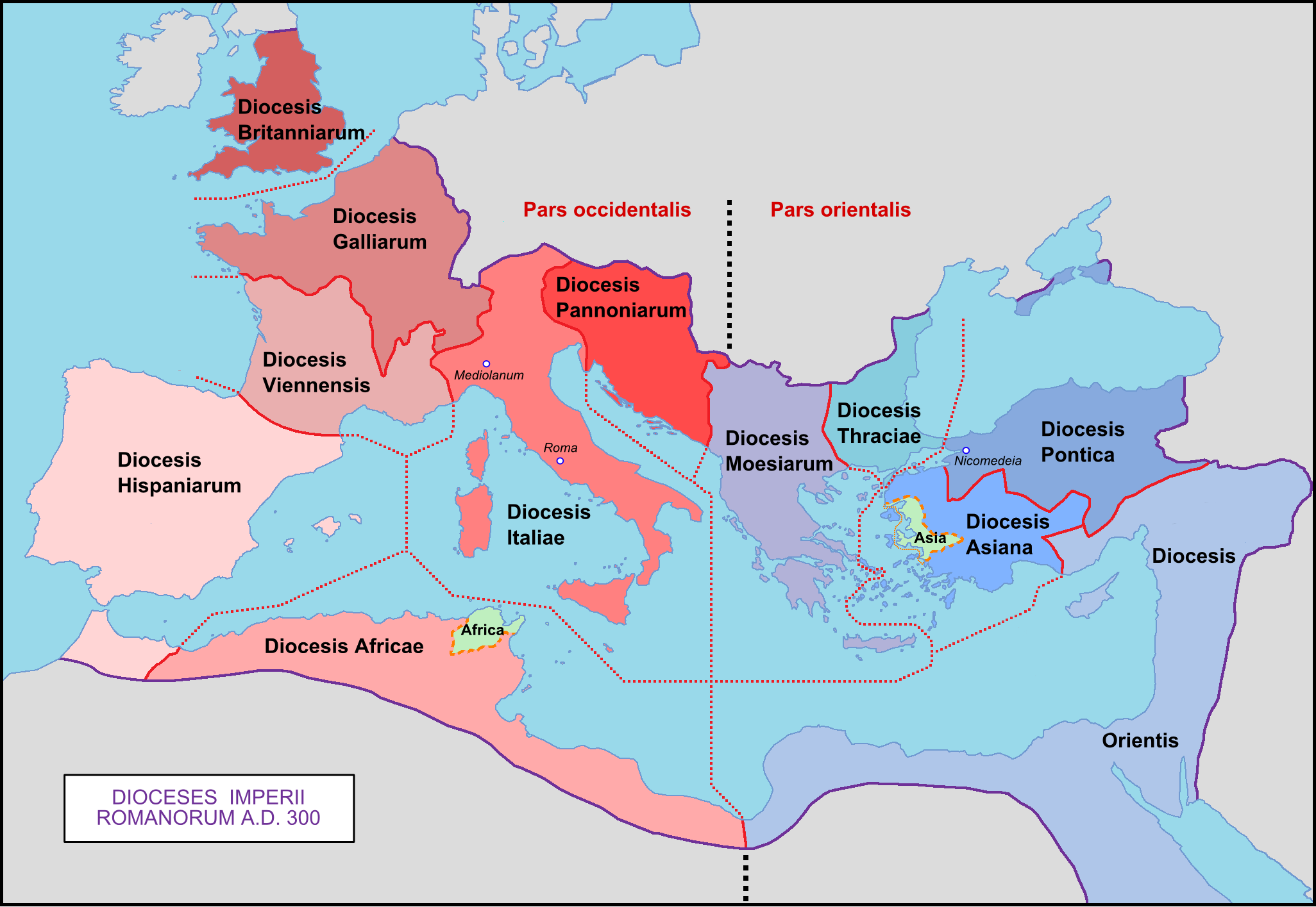
Die Diözesen von ca. 293 bis vor 337.

Während der Krise des dritten Jahrhunderts stand das Römische Reich unter dem kombinierten Druck von Invasionen, militärischer Anarchie und Bürgerkriegen und litt unter Hyperinflation, was das Reich an den Rand des Zerfalls brachte. Im Jahr 284 stellte Kaiser Diokletian die politische Stabilität wieder her. Er führte gründliche Verwaltungsreformen durch, um die Ordnung wiederherzustellen. Er führte die so genannte Tetrarchie ein, bei der das Reich von zwei älteren Kaisern, den Augusti, und zwei jüngeren Vizekaisern, den Caesaren, regiert wurde. Auch verringerte er die Größe der römischen Provinzen, indem er ihre Zahl verdoppelte, um die Macht der Provinzstatthalter zu beschneiden. Er gliederte die Provinzen in Dioecesis und unterstellte sie der Aufsicht des kaiserlichen vicarius (Stellvertreter), der das Oberhaupt der Dioecesis war. Italien wurde zur Dioecesis Italiae und die Provinzen Sardinien, Korsika und Sizilien (mit Malta) kamen zu Italien. Auch im Norden wurde Italien erweitert.
Die Dioecesis Italiae umfasste folgende 12 Provinzen:

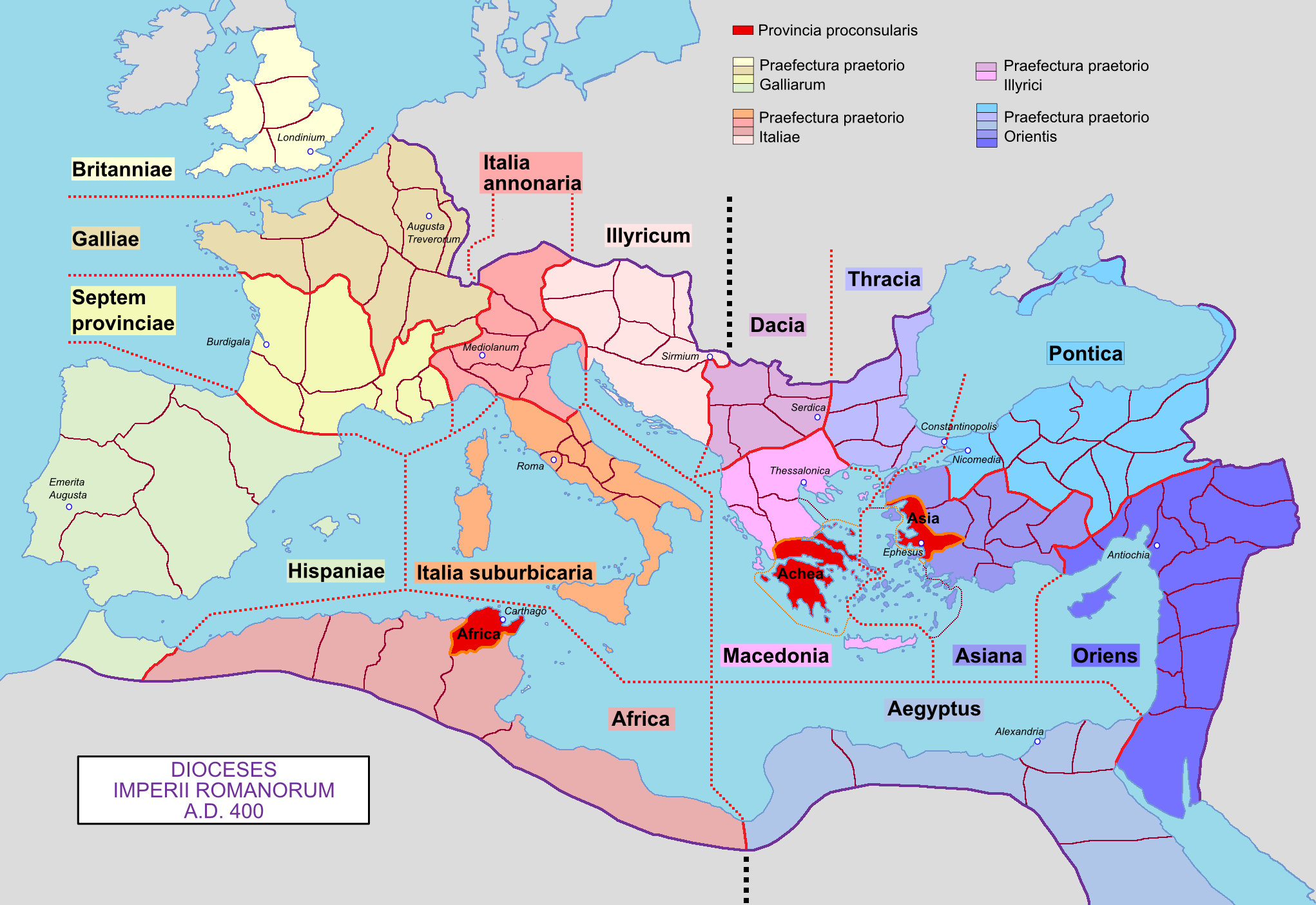
Die Diözesen um 400 n. Chr. (Spätantike)

- Aemilia et Liguria
- Venetia et Histria
- Flaminia et Picenum
- Tuscia et Umbria
- Latium et Campania
- Apulia et Calabria
- Lucania et Bruttium
- Sicilia
- Sardinia
- Corsica
- Alpes Cottiae
- Raetia

### Reorganisationen unter Konstantin
Konstantin teilte das Reich im 4. Jahrhundert in vier Prätorianerpräfekturen ein. Die Dioecesis Italiciana wurde zur Prätorianerpräfektur Italien (praefectura praetoria Italiae) und war in zwei Dioecesis unterteilt. Sie umfasste weiterhin Rätien. Die beiden Dioecesis und ihre Provinzen waren:
Die Dioecesis Italiae Annonariae mit den 8 Provinzen:
- Aemilia et Liguria
- Venetia et Histria
- Alpes Cottiae
- Alpes Graiae
- Raetia prima
- Raetia secunda
- Tuscia et Umbria
- Flaminia et Picenum

und die Dioecesis Italiae Suburbicariae mit den 9 Provinzen:
- Picenum Suburbicarium
- Apulia et Calabria
- Lucania et Bruttium
- Samnium
- Sicilia
- Corsica
- Sardinia
- Valeria
- Campania

### Spätantike
Im Jahr 330 vollendete Konstantin den Wiederaufbau von Byzantion als Konstantinopel. Er richtete den kaiserlichen Hof, einen Senat, die Finanz- und Justizverwaltung sowie die militärischen Strukturen ein, die auch in der Folgezeit für die Spätantike von Bedeutung waren. Nach dem Tod von Theodosius I. im Jahr 395 und der anschließenden Teilung des Reiches war Italien der Hauptsitz des Weströmischen Reiches. Infolge der Invasion von Alarich im Jahr 402 wurde der westliche Kaisersitz von Mediolanum nach Ravenna verlegt. Alarich, König der Westgoten, plünderte 410 Rom selbst, was seit acht Jahrhunderten nicht mehr geschehen war. Norditalien wurde 452 von den Hunnen Attilas angegriffen. Rom wurde 455 erneut von den Vandalen unter dem Kommando von Genserich geplündert.
Nach der Notitia Dignitatum, einem der wenigen erhaltenen Dokumente der römischen Regierung, die bis in die 420er Jahre aktualisiert wurden, wurde das römische Italien von einem Prätorianerpräfekten, dem Praefectus praetorio Italiae (der auch die Dioecesis Africae und die Dioecesis Pannoniae verwaltete), einem vicarius und einem comes rei militaris regiert. Die Regionen darunter hatten eigene Verwalter mit unterschiedlichen Titeln.
Die Abdankung von Romulus Augustulus im Jahr 476 gilt de facto als Ende des Weströmischen Reiches; de iure erlosch das weströmische Kaisertum erst 480 mit der Ermordung des Julius Nepos als letztem von Konstantinopel anerkannten legitimen Kaiser. Italien verblieb unter Herrschaft von Odoaker und dessen Regnum Italiae und später unter dem Ostgotenreich. Die germanischen Nachfolgestaaten unter Odoaker und Theoderich dem Großen nutzten weiterhin den römischen Verwaltungsapparat und waren nominelle Untertanen des Ostkaisers in Konstantinopel. Im Jahr 535 fiel der oströmische Feldherr Belisar im Auftrag Kaiser Justinians I. in Italien ein, das zwanzig Jahre lang unter einem verheerenden Krieg litt. Im August 554 erließ Justinian eine Pragmatische Sanktion, die den größten Teil der Organisation von Diokletian beibehielt. Die „Präfektur Italien“ überlebte somit und wurde im Laufe des Krieges unter Justinian wieder unter römische Kontrolle gestellt. Infolge der Invasion der Langobarden im Jahr 568 verloren die Oströmer die Kontrolle über den größten Teil Italiens, behielten aber Brückenköpfe wie insbesondere das Exarchat von Ravenna.

## Bevölkerung

Dichte an Städten im Römischen Reich

Die Schätzungen für die Bevölkerung des italienischen Festlands, einschließlich Oberitaliens, zu Beginn des 1. Jahrhunderts reichen von 6 Millionen nach Karl Julius Beloch (1886) bis zu 14 Millionen nach Elio Lo Cascio (2009). Unklarheiten bei den Bevölkerungsschätzungen ergeben sich vor allem aus unterschiedlichen Interpretationen der römischen Volkszählungen. Für ein präindustrielles Gebiet verfügte Italien über eine hohe Bevölkerungsdichte und ein dichtes Netz an Städten. Die größte Stadt war Rom, welche in ihrer Blütezeit zwischen einer halben bis einer Million Einwohner innerhalb ihrer Stadtgrenzen hatte. Es kam innerhalb der römischen Ära zu erheblichen Bevölkerungsverschiebungen. Zuerst während des Prinzipats, währenddessen zahlreiche Sklaven aus dem östlichen Mittelmeerraum und dem Nahen Osten in das Kerngebiet des Reiches in Latium verschleppt wurden, und einer zweiten Periode, die mit dem Dominium begann und die Einwanderung barbarischer Völker aus Mittel- und Nordeuropa nach Italien und Latium mit sich brachte. Erhebliche Änderungen der Bevölkerung wurden durch moderne DNA-Analysen bestätigt.

## Wirtschaft

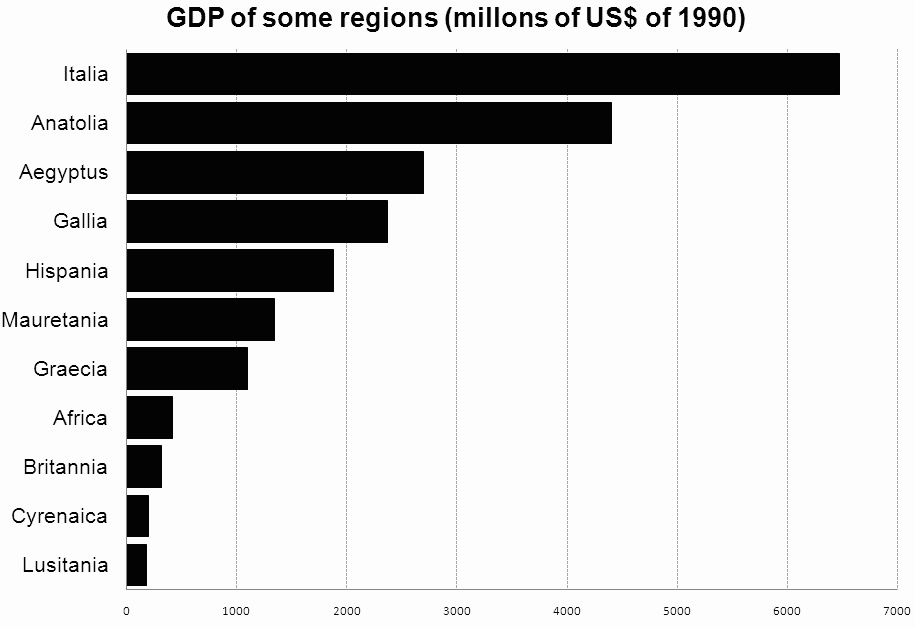
Geschätztes Bruttoinlandsprodukt verschiedener Regionen des Reichs um das Jahr 1

Italien wurde von den Kaisern privilegiert, unter anderem durch den Bau eines dichten Netzes von Straßen. Die italienische Wirtschaft blühte auf: Landwirtschaft, Handwerk und Industrie erlebten einen bedeutenden Aufschwung und ermöglichten den Export von Waren in die Provinzen.
Der ökonomische Historiker Angus Maddison schätzt, dass das Einkommen pro Kopf im römischen Kernland um bis zu zwei Drittel höher lag als im Rest des Reiches.